# Evangelische Kirche Alt-Lietzow

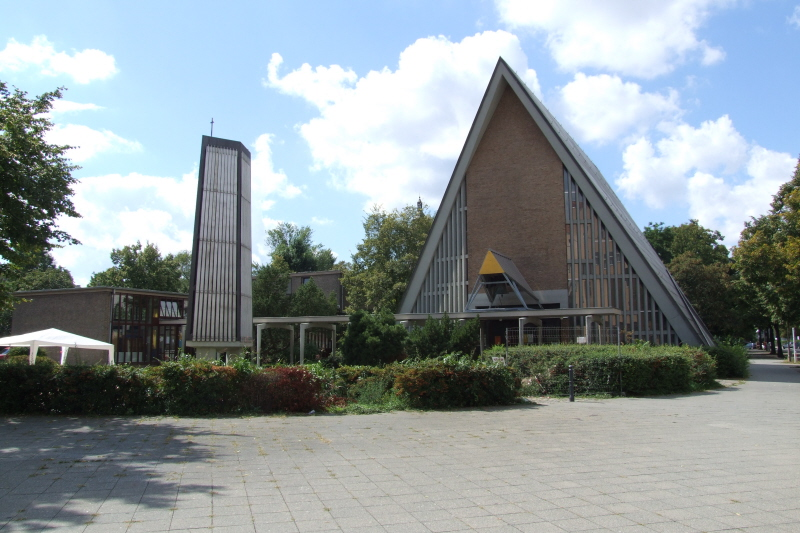
Evangelische Kirche Alt-Lietzow

Die Evangelische Kirche Alt-Lietzow (auch: Lietzow-Kirche, Dorfkirche Lietzow (16. Jahrhundert); im 18.–20. Jahrhundert auch: Lützow-Kirche) ist eine protestantische Kirche im ehemaligen Ort Lietzow, heute ein Teil von Berlin-Charlottenburg. Es ist das fünfte Gotteshaus an dieser Stelle, deren Vorgängerbauten nach Teilbeschädigungen abgetragen wurden. Der heutige Kirchenkomplex, errichtet nach Entwürfen des Architekten Ludolf von Walthausen, wurde 1961 eingeweiht. Er gehört zur Luisen-Kirchengemeinde im Kirchenkreis Charlottenburg-Wilmersdorf der Evangelischen Kirche Berlin-Brandenburg-schlesische Oberlausitz.

## Baugeschichte
Der erste Bau wurde erst 1541 in einem Verzeichnis der Kirchenabgaben als „Lutzenn ist ein Filial gehört gegen Wilmerstorff“ erstmals erwähnt. Er bestand demnach bereits, brannte vermutlich gegen Ende des Dreißigjährigen Kriegs ab.
Ein Neubau wurde am 28. September 1655 eingeweiht. Nach Gründung der Stadt Charlottenburg 1705 wurde die Kirche 1708 dem Charlottenburger Sprengel zugeteilt. Seither ist der Pfarrer der Luisenkirche gleichzeitig Pfarrer der Dorfgemeinde Lietzow. Trotz Bauarbeiten 1803 und 1821 musste bereits in den 1840er Jahren eine umfangreiche Rekonstruktion vorgenommen werden.

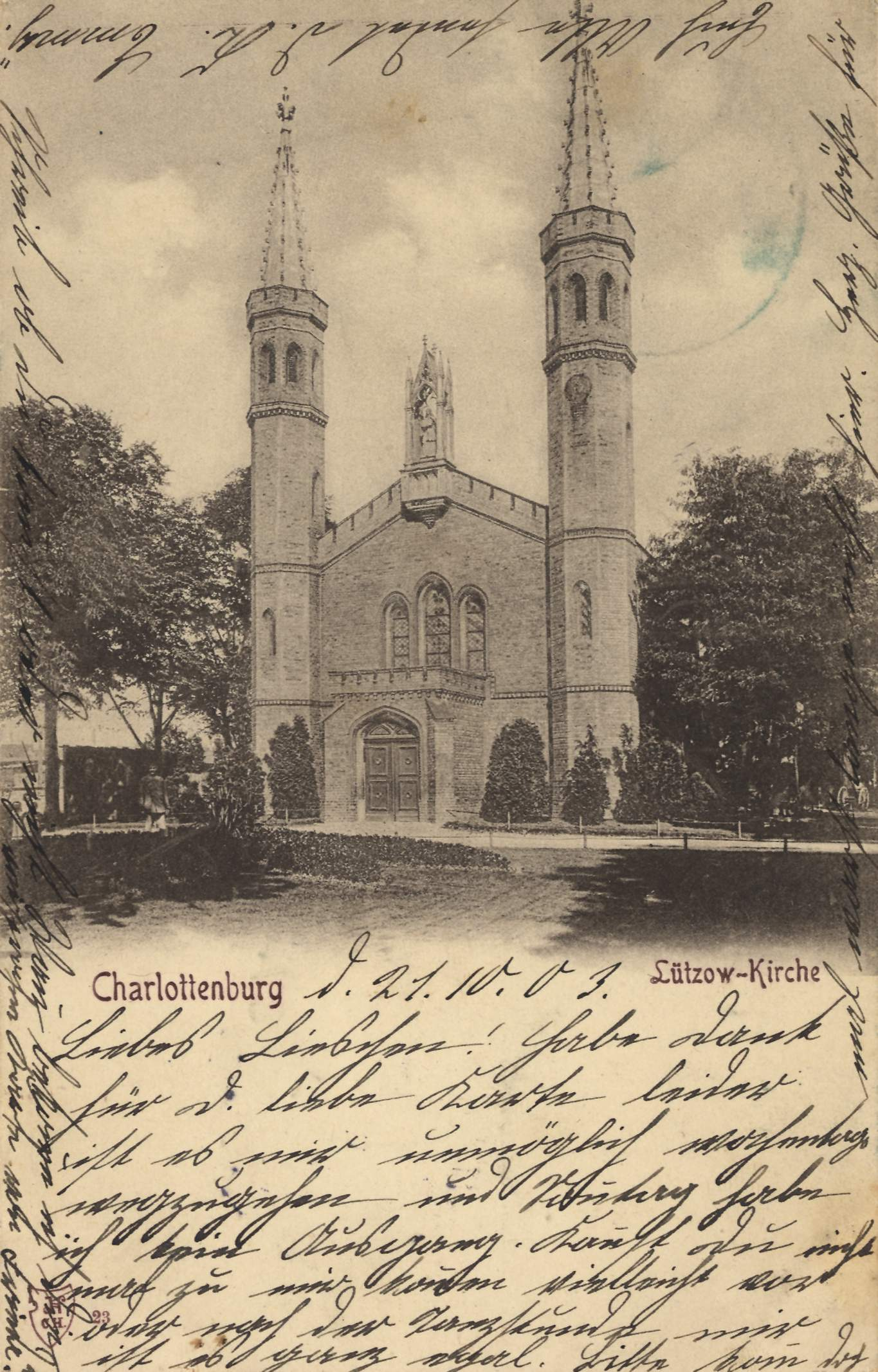
Die Lützow-Kirche von 1850 auf einer Postkarte von 1903

Nach einem Entwurf von Friedrich August Stüler von 1845 wurde unter dem Königlichen Bauinspektor Julius Manger 1848 bis 1850 die Kirche total umgebaut. Sie erhielt zwei Glockentürme, eine Vorhalle und einen Choranbau in neugotischen Formen. Der Kircheninnenraum blieb dagegen fast unverändert. Schon 1863 und 1864 wurden an der Nord- und Südseite weitere Anbauten notwendig.
Nach 1900 wurde für die enorm steigende Einwohnerzahl von Charlottenburg mehr Platz in den Kirchen gebraucht. Nach einem Wettbewerbsentwurf des Architekten Jürgen Kröger entstand 1910–1911 nach Schleifung der alten Kirche ein neobarocker Neubau mit 900 Plätzen und einem einzelnen Glockenturm. Am 22. November 1943 fiel dieser Bau während des Zweiten Weltkriegs bei einem Luftangriff mehreren Fliegerbomben zum Opfer.
Der heutige kleinere Nachfolgebau besteht aus einer Komposition von mehreren Komponenten: dem Hauptbau in Zeltform, dem kleinen Glockenturm und dem Gemeindehaus, sowie dem (die Gebäude verbindenden) überdachten Gang. Der Komplex wurde 1960–1961 unter dem Architekten Ludolf von Walthausen errichtet und am 8. Oktober 1961 eingeweiht. Der Hauptbau – typologisch nahezu ein Nurdachhaus – bietet 300 Plätze, das parallel liegende kubische Gemeindehaus hat einen Saal mit 185 Plätzen. Beide Gebäude werden durch den überdachten Gang miteinander verbunden. Neben dem Gang befindet sich ein freistehender Glockenturm.
Der Gemeindekirchenrat der Luisen-Kirchengemeinde hat im März 2022 beschlossen, die Gebäude in Alt-Lietzow, also auch das Kirchengebäude, angesichts rückläufiger Mitgliederzahlen und hoher Kosten bis 2024 aufzugeben.

## Ausstattung
Neben modern gehaltenem Ambo und Altar mit einem schlichten Kreuz besitzt die Kirche eine Orgel von Eberhard Friedrich Walcker auf der Ostempore. Bemerkenswert ist der historische, rund einen Meter hohe Taufstein von 1599, der vor dem Altar platziert ist. Er besteht aus sächsischem Sandstein und enthält folgende Inschriften:
Der Taufstein wurde beim Umbau 1863 entfernt. Vor 2006 entdeckte ihn die Kunsthistorikerin Sophia Hofmann im Märkischen Museum Berlin. Der Taufstein wurde von der Firma Jan Hamann restauriert und nach Vermittlung durch das Heimatmuseum Charlottenburg-Wilmersdorf der Kirche Alt-Lietzow als Dauerleihgabe zur Verfügung gestellt. Während des Gottesdienstes am 1. Oktober 2006 wurde der Taufstein wieder in Gebrauch genommen.